# Боровицкий холм
Боровицкий холм — холм в центре Москвы у слияния Москвы-реки и реки Неглинной. Другие названия — Боровицкий мыс, Кремлёвский холм. Высота — до 145 м над уровнем моря.
В окрестностях Боровицкого холма археологами открыты поселения бронзового века.
В древности холм выглядел не так, как сейчас: мыс (в устье Неглинки) был более крутым и значительно у́же. При освоении территории происходило её выравнивание и расширение верхней площадки.
На холме, первоначально покрытом хвойным лесом, в XI веке появилось два поселения вятичей, замкнутых кольцевыми укреплениями, — верхнее и нижнее.
Первое упоминание Москвы в Ипатьевской летописи XV века датируется 1147 годом, но в нём нет точного описания места Московъ, на котором Юрий Долгорукий дал своему гостю «обед силен». Датируемый XVII веком список Тверской летописи утверждает, что Юрий Долгорукий поставил здесь в 1156 году первый Московский Кремль, который стал ядром Москвы. Юрий Долгорукий умер в 1157 году в Киеве, а строительство «града», видимо, продолжил его сын — владимирский князь Андрей Боголюбский. Новая крепость объединила два укреплённых центра на Боровицком холме и заняла треугольник, расположенный между нынешними Боровицкими, Тайницкими и Троицкими воротами. С напольной стороны деревянные крепостные сооружения, длиной около 1200 метров были защищены рвом и валом, подошва которого и с внутренней, и с внешней стороны была укреплена деревянными конструкциями, состоявшими из нескольких рядов длинных дубовых брёвен, положенных вдоль основания вала и скреплённых лежащими поперек короткими брёвнами с сучками-крюками на концах. Конструкция, в которой в нижней части был использован ряд срубов, а в верхней — сооружение, изготовленное по хаковой (крюковой) технологии, имеет аналогии с «перекладными» конструкциями в верхней части Змиевых валов на Киевщине. Радиоуглеродное и археологическое датирование деревянных элементов крюковой конструкции вала указывает на первую половину XII века.
Князь Иван I Данилович Калита поставил на холме Спасо-Преображенский монастырь на бору, в котором была устроена первая великокняжеская усыпальница.
В настоящее время на холме находится часть построек современного Кремля, расположена Красная площадь и прилегающая к ней часть Китай-города между улицами Никольская и Варварка.
В фолк-хистори и эзотерике встречается утверждение, что в языческие времена Боровицкий холм назывался Ведьминой горой, и на нём находилось капище.